# Burcy, Calvados
Burcy är en kommun i departementet Calvados i regionen Normandie i norra Frankrike. Kommunen ligger i kantonen Vassy som ligger i arrondissementet Vire. År 2018 hade Burcy 403 invånare.

## Befolkningsutveckling
Antalet invånare i kommunen Burcy
Referens: INSEE